# Părvomaiți, Veliko Tărnovo
Părvomaiți (în bulgară Първомайци) este un sat în comuna Gorna Oreahovița, regiunea Veliko Tărnovo,  Bulgaria. 

## Demografie
Componența etnică a satului Părvomaiți
     Bulgari (93,82%)
     Nicio identificare (5,6%)
     Altele (0,82%)
La recensământul din 2011, populația satului Părvomaiți era de 2.784 locuitori. Din punct de vedere etnic, majoritatea locuitorilor (93,82%) erau bulgari. Pentru 5,6% din locuitori nu este cunoscută apartenența etnică.